# 曹純
曹 純（そう じゅん、? - 210年）は、中国後漢末期の武将。字は子和。豫州沛国譙県（現在の安徽省亳州市譙城区）の人。祖父は曹褒（字は叔興、潁川太守）。父は曹熾（字は元盛、侍中・長水校尉）。同母兄は曹仁。従兄は曹操。子は曹演。孫は曹亮。『三国志』魏志「諸夏侯曹伝」に記述がある。

## 一族
祖父は、曹操の養祖父曹騰の兄であり、曹操と同族である。
1974年から1977年にかけて、安徽省亳州市譙城区（漢代の沛国譙県）の城南一帯で古墳群が発掘（曹氏公園と名づけられる）された。 調査の結果、この古墳群は曹一族の墓と判明した。それによると「大長秋曹騰、会稽曹君（曹胤）、故潁川太守曹褒、長水校尉曹熾、呉郡太守曹鼎…」と曹一族の名が記されている。

## 生涯
光和6年（183年）、曹純が14歳のときに父が39歳で死去した。この時、兄の曹仁が別居していたため、曹純が家を継いだ（『英雄記』）。
曹純は財産をよく管理し、数百人の召使・食客をよく監督したので、郷里の人々に有能だと認められた（『英雄記』）。また、学問好きで学者を敬愛したため、多くの学者が曹純の下に集まり、人々から賞賛された（『英雄記』）。
中平4年（187年）、曹純は18歳のときに黄門侍郎となり、中平6年（189年）、20歳のときに曹操に仕えた。襄邑での募兵に同行し、その後も曹操の側に付き従った（『英雄記』）。
議郎・司空軍事に就任した。
曹操は虎豹騎という精鋭騎兵隊を持っていたが、悩んだ末にその指揮官を曹純に任した。曹純は虎豹騎の指揮官になると、よく部下を可愛がり統率したので、部下からの信望が厚かったという（『魏書』）。
建安10年（205年）、曹純は虎豹騎の指揮を執り、袁譚の籠る南皮の包囲戦に参加した。袁譚が軍の指揮を執って出撃し、曹操軍が多大な被害を受けると、曹操は撤退しようとした。しかし曹純は「遠方に遠征しているので、今退けば威光を失うでしょう。敵が勝利につけあがっており、自軍は敗北し慎重になっています。慎重さをもって、つけあがっている者と戦えば必ず勝てるでしょう」と進言した。曹操はこの意見を尤もだと考え、袁譚を激しく攻め立て敗走させた。曹純は直属の騎兵を指揮して追撃し、袁譚の首を斬った。
建安12年（207年）、烏桓との戦い（白狼山の戦い）では、曹純の騎馬隊が蹋頓を捕虜にした。また、前後に亘る功績を認められて高陵亭侯に封じられ、300戸を与えられた。
翌建安13年（208年）、曹操の荊州平定戦にも随行した。長坂では劉備を追撃し、劉備の2人の娘を初めとして多くの捕虜と輜重を得た。また、そのまま進撃し江陵を降した。
建安15年（210年）に死去。享年41歳（または40歳）。
曹操は曹純の死後、曹純ほどの指揮官は得られないとして、虎豹騎を自身で指揮を執る事を決めた。その後、ついに後任の指揮官が選ばれる事はなかったという（『魏書』）。
曹丕（文帝）の時代に諡号が送られ、威侯とされた。子は領軍将軍にまでなり、正元年間に平楽郷侯に昇進した。子が死去すると、孫が跡を継いだ。

## 三国志演義
小説『三国志演義』では、虎豹騎指揮官としての事跡は描かれていない。南郡攻防戦で曹仁の部将として登場し、孫権軍の周瑜と戦い大敗している。また、潼関での馬超との戦いでも曹操に従軍する設定となっている。

## 参考資料
- 『三国志』
- 『後漢書』